# Tresques
Tresques is een gemeente in het Franse departement Gard (regio Occitanie). De plaats maakt deel uit van het arrondissement Nîmes. Tresques telde op 1 januari 2022 1.803 inwoners.

## Geografie
De oppervlakte van Tresques bedroeg op 1 januari 2022 17,9 vierkante kilometer; de bevolkingsdichtheid was toen 100,7 inwoners per km².

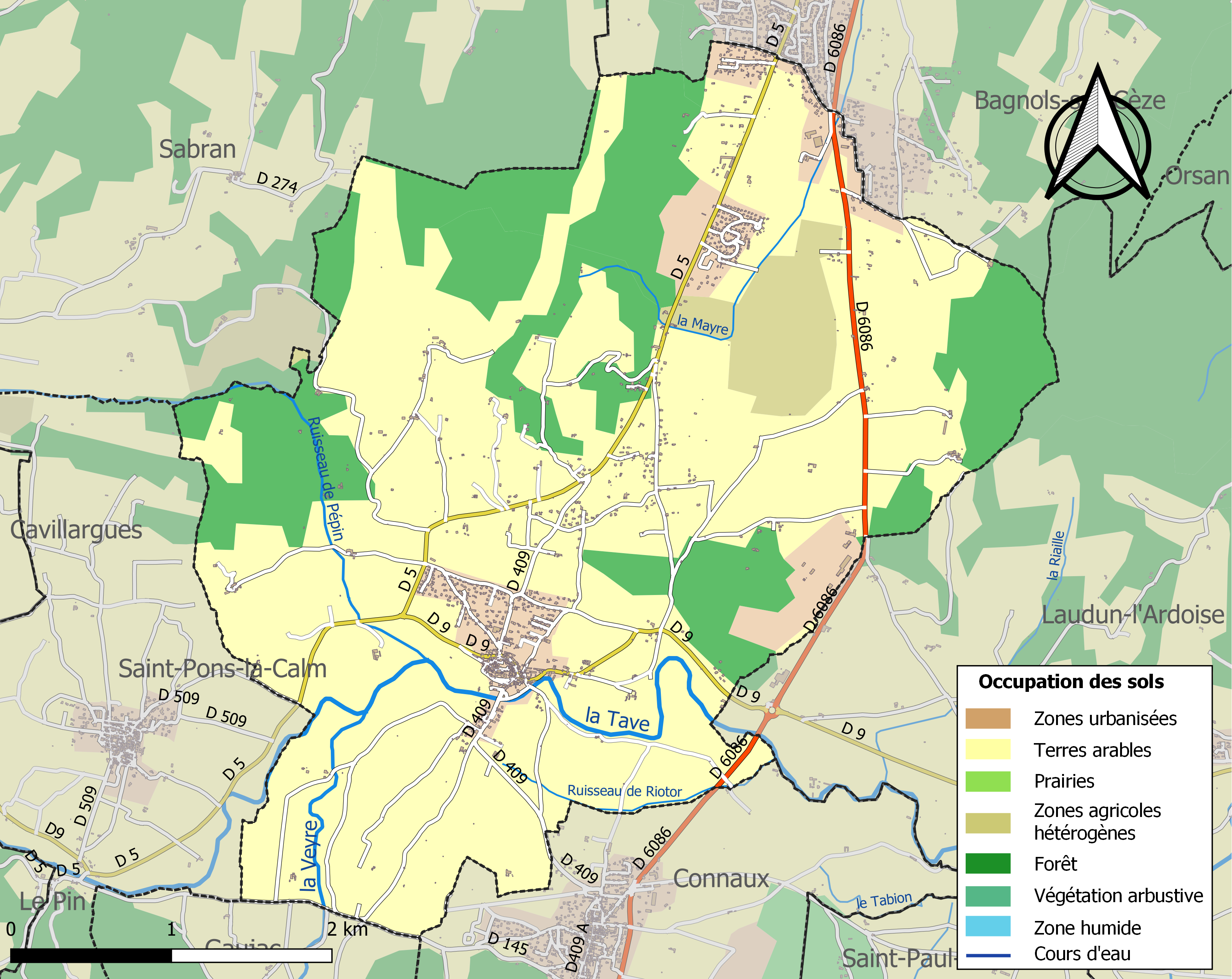
Kaart van de gemeente met belangrijkste infrastructuur, bodemgebruik en omliggende gemeenten

## Demografie
Onderstaande figuur toont het verloop van het inwonertal (bron: INSEE-tellingen).